# Tadżycka Wikipedia
Tadżycka Wikipedia – edycja Wikipedii w języku tadżyckim, założona 27 stycznia 2004 roku. 
Na dzień 18 lutego 2007 roku miała 5 560 artykułów. W rankingu Wikipedii według liczby artykułów opublikowanym w dniu 1 lutego tegoż roku zajmowała 80. pozycję.